# Someday (canção de Nickelback)
"Someday" é uma canção lançada pela banda canadense Nickelback. Foi lançada em 2003 como primeiro single de seu álbum The Long Road. A canção ocupou a primeira posição nas listas de popularidade do Canadá durante três semanas.

## Lista de faixas
Maxi single 
1. "Someday" (versão do álbum) - 3:25
2. "Slow Motion" - 3:32
3. "Someday" (acústica) - 3:23

 CD Single 
1. "Someday" (Single Mix) - 3:14
2. "Someday" (versão do álbum) - 3:25

## Paradas musicais
| País/Gráfico (2002)                      | Melhor posição |
| ---------------------------------------- | -------------- |
| EUA Billboard Hot 100                    | 7              |
| EUA Billboard Hot Modern Rock Tracks     | 4              |
| EUA Billboard Hot Mainstream Rock Tracks | 2              |
| Canadá - Canadian Singles Chart          | 1              |
| Reino Unido - UK Singles Chart           | 6              |
| Austrália - ARIA Charts                  | 4              |
| Nova Zelândia - RIANZ                    | 9              |
| Irlanda - Irish Singles Chart            | 18             |
| Países Baixos - Dutch Top 40             | 11             |
| Áustria - Ö3 Austria Top 40              | 11             |
| Suécia - Sverigetopplistan               | 35             |
| Suiça - Swiss Charts                     | 14             |
| França - SNEP                            | 61             |